# Alnus incana
Alnus incana é uma espécie de planta com flor pertencente à família Betulaceae.
A autoridade científica da espécie é (L.) Moench, tendo sido publicada em Methodus Plantas Horti Botanici et Agri Marburgensis : a staminum situ describendi 424. 1794.

## Portugal
Trata-se de uma espécie presente no território português, nomeadamente no Arquipélago dos Açores.
Em termos de naturalidade é introduzida na região atrás indicada.

## Protecção
Não se encontra protegida por legislação portuguesa ou da Comunidade Europeia.